# Constantin Doncea
Constantin Doncea (n. 26 septembrie 1904, comuna Cocu, județul Argeș – d. 4 noiembrie 1973, București) a fost un activist comunist și general român.

## Biografie
Constantin Doncea s-a născut în anul 1904, în comuna Cocu (județul Argeș). După absolvirea a cinci clase primare, se angajează ca muncitor și devine turnător calificat. În anul 1931 a devenit membru al Partidului Comunist din România. În fișa sa de cadre, el este descris ca individ „indisciplinat, care se manifestă ca un om primitiv, agramat, dar destul de curajos”.
La 15 februarie 1933, liderii muncitorilor de la Atelierele CFR Grivița (între care și Doncea) declară grevă, extinsă repede și la alte centre muncitorești (ceferiste și petroliste) din țară. A doua zi, forțele de ordine (armata și jandarmeria) primesc ordin să deschidă focul împotriva muncitorilor baricadați în fabrică. Acțiunea a fost coordonată de subsecretarul de stat din ministerul de Interne Armand Călinescu (viitorul prim-ministru). Cu acest prilej, au murit împușcați zeci de muncitori.
Constantin Doncea, în calitate de lider al greviștilor, a fost arestat, condamnat la 20 august 1933 la muncă silnică pe viață și închis. Aceasta a fost ceea mai gravă din lotul greviștilor din 1933, alături de pedeapsa lui  Dumitru Petrescu. Un an mai târziu, în condițiile reluării relațiilor diplomatice dintre România și URSS, are loc rejudecarea procesului la Craiova. Și de această dată Doncea și Petrescu obțin cele mai mari pedepse (15 ani muncă silnică).
În ianuarie 1935, Cominternul organizează prin intermediul PCR evadarea celor mai importanți trei greviști din „lotul Grivița”. Astfel, într-o acțiune organizată probabil de Marcel Pauker și Gheorghe Stoica, Doncea reușește să evadeze din închisoarea din Craiova, împreună cu Dumitru Petrescu și Gheorghe Vasilichi.
Potrivit lui Vladimir Tismăneanu, „Dej a rămas în temniță acumulând, se pare, o imensă doză de resentiment împotriva mai norocoșilor și, probabil, mai binevăzuților [de către Komintern] colegi.
Dej nu era un produs al aparatului moscovit, nu fusese direct și nemijlocit testat întru loialitate necondiționată lui Stalin, la fața locului” .
În iunie 1935 Doncea fuge în URSS, unde va învăța timp de doi ani și jumătate la Școala Leninistă de cadre, familiarizându-se și cu limba rusă. În 1937, Doncea este trimis pe frontul războiului civil din Spania (împreună cu Petrescu și cu Vasilichi), pentru a lupta în brigăzile internaționale aflate de partea socialiștilor spanioli. În același an, un ziar din Odessa scrie despre el că ar fi încercat să fugă peste graniță și ar fi fost împușcat de grăniceri.
Este recrutat de NKVD, fiind considerat de liderul bulgar Ghiorghi Dimitrov ca cel mai important dintre românii aflați în exil în URSS.
După declanșarea celui de-al doilea război mondial, armata sovietică îl folosește în mai multe acțiuni de sabotaj și lupte de partizani (potrivit mărturiei lui Alexandru Bârlădeanu).
Printre altele, a fost parașutat și în Crimeea.

## Activitatea după 1944
La 19 august 1944, Doncea este parașutat de sovietici în România, dar nu reușește să ia legătura cu conducerea PCdR. După răsturnarea guvernării antonesciene și constituirea în martie 1945 a guvernului condus de Petru Groza, Doncea a fost înaintat (15 august 1945) la gradul de locotenent-colonel de infanterie.
Constantin Doncea a primit la 18 martie 1950 gradul de general maior - arma artilerie (cu vechimea din februarie 1943). Pentru o perioadă, Doncea a fost membru în Comitetul Central al PMR și viceprimar al Bucureștiului (noiembrie 1947 - februarie 1948). A îndeplinit între februarie 1948 - martie 1950 funcția de adjunct al Ministrului construcțiilor.
În perioada martie 1950 - mai 1952 a îndeplinit funcția de comandant al Comandamentului Apărării Antiaeriene a Teritoriului. În mai 1952 a fost trecut în rezervă.
Constantin Doncea a fost deputat în Marea Adunare Națională în sesiunile 1948 - 1952 și 1957 - 1961.
În perioada 11 mai 1956 - 21 ianuarie 1957, Doncea a îndeplinit funcția de ministru al colectărilor în Guvernul Chivu Stoica (1).
La Plenara CC a PMR din 9-13 iunie 1958 a fost scos din conducerea Partidului Muncitoresc Român, fiind acuzat de activitate antipartinică, fracționism, revizionism și „concepții anarhice”, împreună cu alți lideri comuniști: Grigore Răceanu, Ovidiu Șandru, Eugen Genad, Heinrich Genad, Ion Drancă, Constantin Moflic, Ștefan Pavel, Vasile Bîgu, Vasile Negoiță și Iacob Coțoveanu. Ei au fost acuzați de Gheorghiu-Dej și Gheorghe Vasilichi (susținuți, între alții, de Vasile Vîlcu, Simion Bughici, Mihai Burcă, Ștefan Voicu, Barbu Zaharescu, Ofelia Manole și chiar de soția lui Răceanu, Ileana Răceanu). Discursul cu principalele acuzații împotriva lui Doncea și a celorlalți veterani a fost rostit de Nicolae Ceaușescu. Un alt lider comunist, Leonte Răutu, i-a acuzat și de faptul că se pronunțaseră pentru o linie revizionistă și își exprimaseră simpatia pentru comunismul de tip iugoslav. Se pare, după unii istorici, că motivele reale al eliminării „grupului Doncea” l-au constituit resentimentele lui Dej față de unii ilegaliști ai partidului care îl criticaseră pentru abandonarea idealurilor comuniste ale mișcării clandestine, pentru înstrăinarea față de mase și pentru marginalizarea vechilor membri de partid din perioada de ilegalitate .
Doncea fost reabilitat în anul 1968 în urma plenarei CC a PCR împreună cu toți cei excluși din partid de Gheorghe Gheorghiu-Dej.
Constantin Doncea a murit în 1973.

## Distincții
- Ordinul Muncii clasa I (20 mai 1955) „pentru activitate îndelungată în rîndurile mișcării muncitorești și cu prilejul împlinirii vîrstei de 50 ani”[7]
- Ordinul „Tudor Vladimirescu” clasa a II-a (30 aprilie 1966) „cu prilejul celei de-a 45-a aniversări de la înființarea Partidului Comunist din România, pentru îndelungată activitate în mișcarea muncitorească și merite deosebite în opera de construire a socialismului”[8]
- titlul de Erou al Muncii Socialiste și medalia de aur „Secera și ciocanul” (4 mai 1971) „cu prilejul aniversării a 50 de ani de la constituirea Partidului Comunist Român, [...] pentru activitate îndelungată în mișcarea muncitorească și merite deosebite în opera de construire a socialismului în patria noastră”[9]